# Оятский район
Оятский район — административно-территориальная единица в составе Ленинградской области, существовавшая с 1927 по 1955 годы.
Административный центр — посёлок Алёховщина.
Площадь территории — 2365 км² (по данным 1928 года). Население — 9110 человек (1954 год; 19 198 чел. в 1926 году, 15 305 чел. в 1939 году).

## Образование района
Оятский район образован 1 августа 1927 года одновременно с образованием Ленинградской области. Первоначально именовался Гонгиничским районом, а его центром являлась деревня Гонгиничи. Однако уже 14 ноября 1927 года постановлением Президиума ВЦИК район был переименован в Оятский, а его центр перенесён в Алёховщину.
В состав района были включены следующие административные единицы:
- из Шапшинской волости Лодейнопольского уезда Ленинградской губернии — 18 сельсоветов;
- Красноборская волость Тихвинского уезда Череповецкой губернии (11 сельсоветов)[5].

Первоначально Оятский район был включён в состав Лодейнопольского округа. После ликвидации округов (постановление ЦИК и СНК СССР от 23 июля 1930 года) район был подчинён непосредственно областным органам.

## Административное деление
На момент образования в состав района входило 29 сельсоветов. После проведённого в 1928 году укрупнения сельсоветов число их в Оятском районе сократилось до 20:
| Сельсовет               | Административный центр | Население (1939) |
| ----------------------- | ---------------------- | ---------------- |
| Алёховщинский           | д. Алёховщина          | 2150             |
| Валданский              | д. Заозерье            | 379              |
| Вонозерский (вепсский)  | д. Большое Вонозеро    | 696              |
| Красноборский           | д. Силкино             | 376              |
| Куркинский              | д. Большие Коковичи    | 859              |
| Мергинский              | д. Мергино             | 525              |
| Мустинский              | д. Мустиничи           | 479              |
| Надпорожский (вепсский) | д. Надпорожье          | 706              |
| Новинский               | д. Новинка             | 449              |
| Нюбинский               | д. Нюбиничи            | 445              |
| Ольховский              | д. Наволок             | 894              |
| Пирозерский             | д. Веченицы            | 798              |
| Подборский              | д. Ефремково           | 706              |
| Ратигорский (вепсский)  | д. Ратигора            | 572              |
| Русскодинский           | д. Руссконицы          | 367              |
| Тервиничский            | д. Средний Двор        | 1092             |
| Хмелёзерский            | д. Хмелёзеро           | 674              |
| Шапшинский              | д. Шапша               | 726              |
| Явшинский               | д. Кальшиницы          | 833              |
| Яровщинский             | д. Яровщина            | 908              |

В рамках мероприятий по ликвидации на территории СССР национальных районов и сельсоветов постановлением Президиума Леноблисполкома от 14 апреля 1939 года Надпорожский, Ратигорский и Вонозерский вепсские национальные сельсоветы Оятского района были упразднены. Территория Надпорожского и Ратигорского сельсоветов вошла в состав Подборского сельсовета, территория Вонозерского сельсовета — в состав Хмелёзерского сельсовета.
Указом Президиума Верховного Совета РСФСР от 16 июня 1954 года в Оятском районе были упразднены сельсоветы: а) Чукинский (присоединён к Шапшинскому сельсовету) и б) Новинский (присоединён к Яровщинскому сельсовету).

## Упразднение района
Район был упразднён Указом Президиума Верховного Совета РСФСР от 14 декабря 1955 года, его территория передана в состав Лодейнопольского района. В настоящее время большая часть территории бывшего Оятского района входит в состав Алёховщинского сельского поселения.